# Greetje Kauffeld

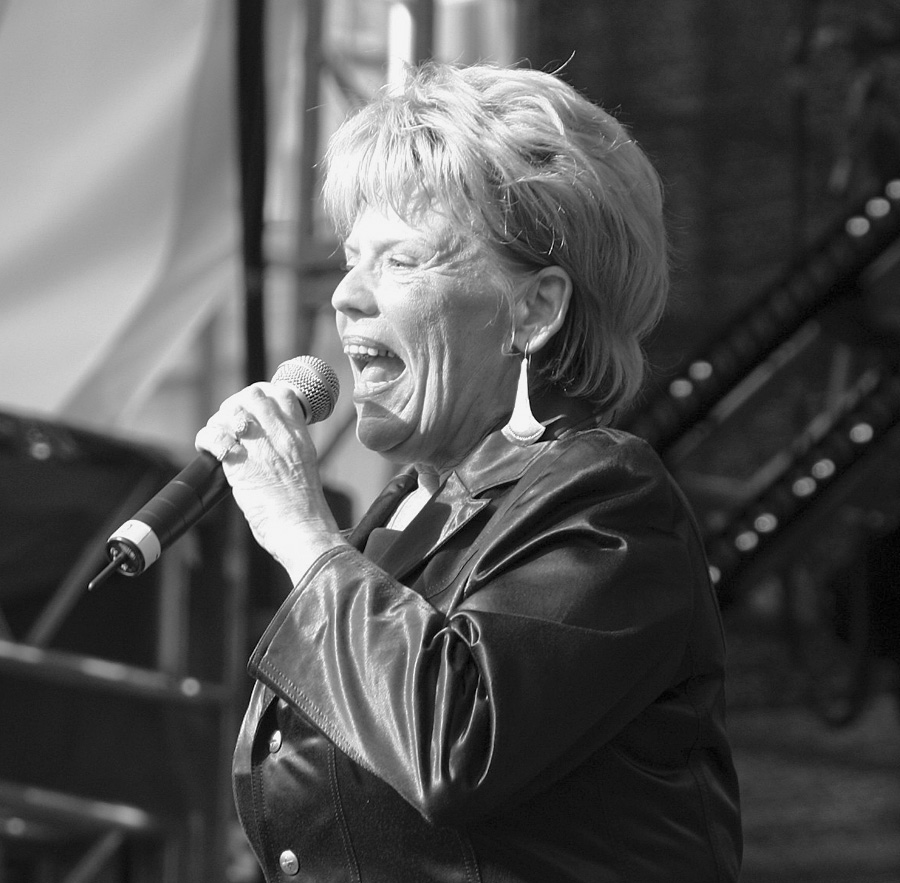
Greetje Kauffeld beim Ringfest in Köln 2005

Greetje Kauffeld (* 26. November 1939 in Rotterdam) ist eine niederländische Schlager- und Jazz-Sängerin. In den 1960er Jahren war sie in Deutschland vor allem als Schlagersängerin bekannt.

## Leben
Greetje Kauffeld wuchs in Rotterdam auf und sang bereits als Kind die Hits amerikanischer Künstler nach. Während der Schulzeit war sie Mitglied im Schulchor. Mit 13 Jahren sang sie in einer Nachwuchsband, die bei Radio Hilversum an einem Wettbewerb teilnahm. Inzwischen zog die Familie in die Provinz Zeeland um. Nach der Schule erlernte Kauffeld zunächst den Beruf einer Telefonistin. Mit 16 Jahren wurde sie Leadsängerin der Skymasters, einer bekannten Begleitband. Mit ihr machte sie verschiedene Rundfunksendungen und Konzertreisen. Das Orchester begleitete unter anderem Evelyn Künneke, René Carol, Rudi Schuricke und Fred Bertelmann, sodass Kauffeld mit Schlagerstars der Zeit in Kontakt kam. Anlässlich ihrer Teilnahme am Festival della Canzone in Venedig wurde sie von Erwin Lehn entdeckt, der sie zu seinem Heimatsender, dem Süddeutschen Rundfunk, nach Stuttgart holte. Hier machte er mehrere Aufnahmen mit ihr.

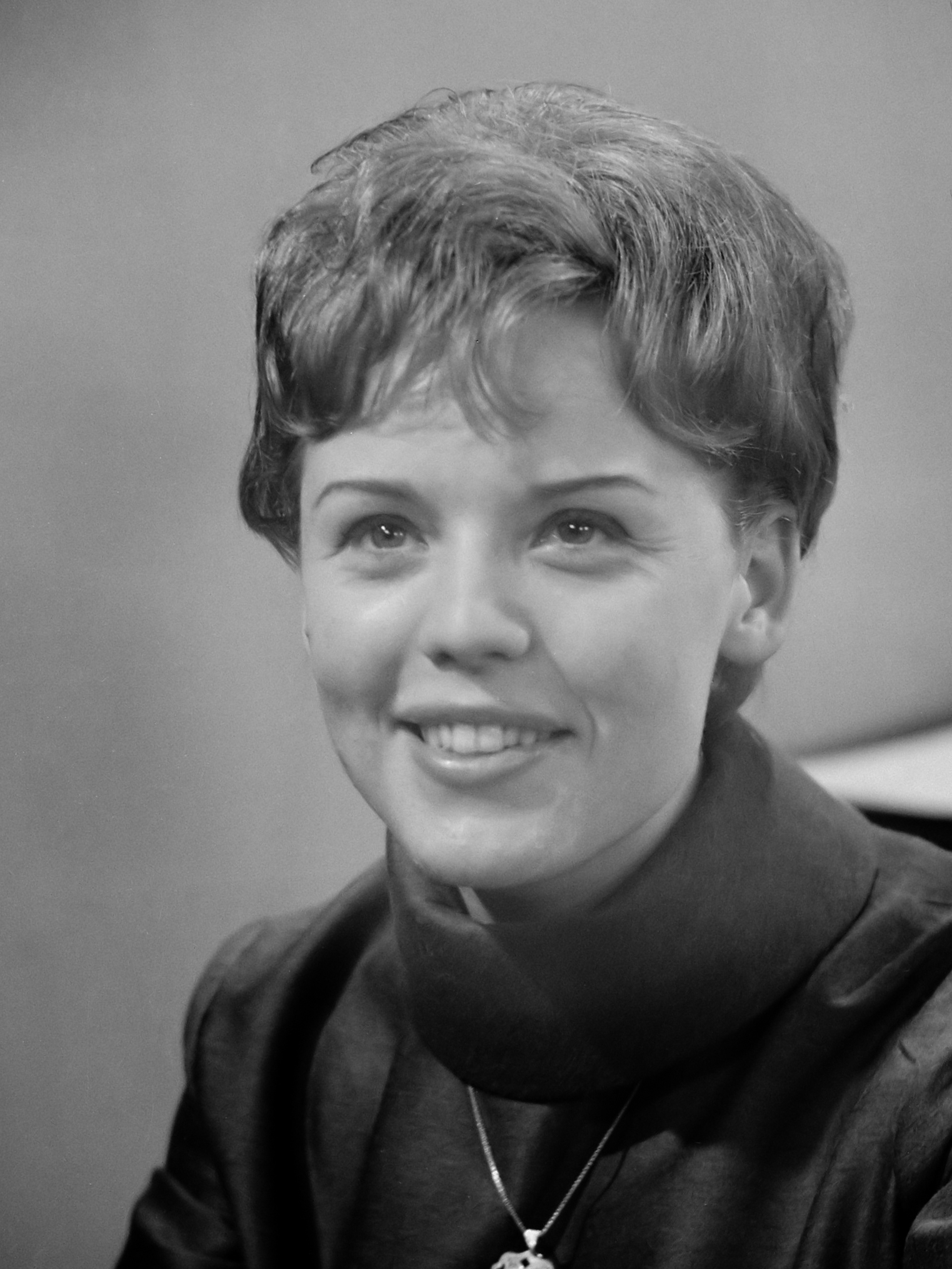
Greetje Kauffeld, 1961

Heinz Gietz hörte sie bei einem Auftritt in der Stuttgarter Liederhalle und verschaffte ihr einen Plattenvertrag. Gleichzeitig spielte sie in der Fernsehserie Spiel mit Vieren mit. Von 1961 an nahm sie mehrere Titel auf, doch gelang ihr damit zunächst nicht der Durchbruch als Schlagersängerin. In dieser Zeit begann eine jahrelange Zusammenarbeit mit dem Orchesterleiter und Sänger Paul Kuhn, zunächst mit einigen Duetten, von denen Jeden Tag, da lieb ich dich ein kleines bisschen mehr das erfolgreichste war. Erfolgreicher war sie in ihrem Heimatland. 1961 nahm sie für die Niederlande mit dem Titel Wat een dag („Was für ein Tag“) am Grand Prix Eurovision (Eurovision Songcontest) teil und erreichte den 10. Platz.
Im Jahr 1963 bewarb sie sich mit Nur bei dir bei den Deutschen Schlager-Festspielen in Baden-Baden, konnte sich jedoch nicht für das Finale qualifizieren. 1964 veröffentlichte sie das Lied Wir können uns nur Briefe schreiben. Es hielt sich wochenlang in den deutschen Charts und wurde ein Evergreen des deutschen Schlagers, der in Wunschsendungen oft gespielt wurde und sich durch seine Ausstrahlung über den Deutschlandfunk auch in Ostdeutschland einiger Beliebtheit erfreute.
Nachdem 1967 ihr Schallplattenvertrag ausgelaufen war, trat sie in Los Angeles auf, doch kehrte sie bald nach Europa zurück. 1970 heiratete sie ihren langjährigen Freund, Joop de Roo, der ihr riet, das Musikfach zu wechseln. So widmete sie sich fortan dem Jazz und hatte damit zunächst in den Niederlanden, später auch in Deutschland Erfolg. Sie trat mit namhaften Jazz-Musikern auf und veröffentlichte 1981 ein Jazz-Album. Bereits 1980 war sie als beste Solistin des euro-amerikanischen Nordring-Radiofestivals ausgezeichnet worden.
1986 gründete Kauffeld ein eigenes Jazz-Trio, in dem ihre Stimme von einem Tenorsaxophon (Jan Menu) und einer Gitarre begleitet wurde. Sie erhielt mehrere Auszeichnungen, unter anderem den „Gouden Notenkraker“ und den Jazz-Preis der Stadt Den Bosch. Daneben war sie Dozentin an der Hochschule für Künste in Hilversum, wo sie jungen Jazz-Musikern wie Pit Witt als Vorbild diente.
Seit 1993 trat sie in Deutschland vor allem mit dem Siggi Gerhard-Swingtett auf. Sie ist bis heute gern gesehener und gehörter Gast bei zahlreichen Veranstaltungen. 2002 stellte Greetje Kauffeld mit dem Jazzpianisten Dirk Raufeisen das Programm A Lovely Way to Spend an Evening zusammen. 2005 begann eine Zusammenarbeit mit den Swingin’ Fireballs aus Bremen. Es entstand eine Weihnachts-CD, die 2006 von Mons Records veröffentlicht wurde.
Ebenfalls 2006 veröffentlichte sie gemeinsam mit dem Journalisten Ingo Schiweck ihre Memoiren unter dem Titel Was für Tage …; zu ihrem 75. Geburtstag 2014 erschien das Buch in einer erweiterten Fassung.

## Diskografie

### Alben
- 1964: Sunday Melody (Columbia)
- 1968: My Kinda’ World (Decca)
- 1974: And Let the Music Play (Polydor)
- 1980: Some Other Spring (CNR)
- 1987: The Song Is You (Munich Records)
- 1992: European Windows – Greetje Kauffeld Trio & Quintet (Riff)
- 1994: The Real Thing (Riff)
- 1997: Jeden Tag, da lieb ich dich ein kleines bisschen mehr (CD-Kompilation, Bear Family Records)
- 2000: Dreaming (Mons Records)
- 2002: Devil May Care (Blue Jack Jazz Records)
- 2006: In the Mood for Christmas – Swingin’ Fireballs Feat. Greetje Kauffeld (Mons Records)
- 2011: Heaven’s Open (Sonorama)
- 2015: Young Girl Sunday Jazz (Sonorama, 1960–69)
- 2017: A Song for You (Dig Diz Music)

### Singles
- 1961: Ruf an
- 1961: Nur eine schlechte Kopie
- 1963: Sunday Melody
- 1963: Jeden Tag, da lieb’ ich dich ein kleines bißchen mehr (mit Paul Kuhn)
- 1964: Wir können uns nur Briefe schreiben
- 1964: Blue Honey Moon (mit Paul Kuhn)
- 1966: Tanz bitte noch einmal mit mir
- 1988: The Song Is You
- 1989: Greetje Kauffeld Meets Alan & Marilyn Bergman. On My Way to You
- 1992: European Windows
- 1994: The Real Thing
- 1997: Greetje Kauffeld Meets Jerry von Rooijen u. a.
- 1997: My Favorite Ballads
- 2000: Dreaming
- 2005: My Shining Hour